# Ácsbog Mária
Ácsbog Mária (Budapest, 1961. február 28. –) magyar válogatott kézilabdakapus.

## Pályafutása
Általános iskolásként Dunapatajon kezdett kézilabdázni. Nevelőedzője Kocsis Károly volt. Nagykőrösön végezte el a középiskolát Innen került be a Pest megyei ifjúsági válogatottba. Az itt nyújtott teljesítménye alapján igazolta le a Vasas SC 1977-ben. 1979-ben már a bajnok felnőtt csapatban szerepelt. Ugyancsak bajnok volt 1981-ben. 1982-ben a Bp. Spartacus játékosa lett. Itt 1983-ban és 1986-ban magyar bajnok lett. 1985 és 1987 között 32 alkalommal játszott a magyar válogatottban is. Tagja volt az 1986-os női kézilabda-világbajnokságon 8. helyezést elért csapatnak. 1989-ben ismét a Vasashoz igazolt. 1992-ben és 1993-ban újabb magyar bajnoki elsőséget ért el. Pályafutása során két MNK elsőséget (1981, 1984) és két MNK ezüstérmet (1992, 1995) szerzett.